# Гаєвники-Кольонія
Гаєвники-Кольонія (пол. Gajewniki-Kolonia) — село в Польщі, у гміні Здунська Воля Здунськовольського повіту Лодзинського воєводства.
Населення — 144 особи (2011).
У 1975-1998 роках село належало до Серадзького воєводства.

## Демографія
Демографічна структура станом на 31 березня 2011 року:
|          | Загалом | Допрацездатний вік | Працездатний вік | Постпрацездатний вік |
| -------- | ------- | ------------------ | ---------------- | -------------------- |
| Чоловіки | 77      | 17                 | 50               | 10                   |
| Жінки    | 67      | 12                 | 36               | 19                   |
| Разом    | 144     | 29                 | 86               | 29                   |